# Castell de la Grallera
El Castell de la Grallera era un castell, actualment derruït, del municipi de Vallcebre. Sembla que estava situat als voltants de Sant Julià de Fréixens, en el camí que porta a Maçaners. Forma part de l'Inventari del Patrimoni Arquitectònic de Catalunya.

## Descripció
No es conserva cap resta d'aquest castell, que devia estar situat dins del terme de Sant Julià de Fréixens, molt a prop del camí que anava a Maçaners.

## Notícies històriques
El castell apareix documentat des de l'any 1255 amb Joan Bernat de Grallera com a senyor del castell, que adopta el títol de «miles de Baucebre». L'any 1255 arrenda una casa davant el Puig d'Avellanet. Fill de Joan fou Bernat de Grallera, casat amb Gaia. L'any 1293 els Grallera arrendaren el mas Solana de la parròquia de Sant Juliá de Vallcebre. La família Grallera residí sempre al castell però tenia escampats una part dels seus dominis i propietats per la baronia de Pinós. La família està documentada fins a finals del segle xiv. El castell no tenia terme i estaria inscrit dins d'un domini superior com el castell de Guardiola o el monestir de Sant Llorenç.